# Rachid Natouri
Rachid Natouri  est un footballeur international algérien  le 26 février 1946 à Béjaïa et mort le 13 mai 2017 dans le 15e arrondissement de Marseille.
Il compte 5 sélections en équipe nationale entre 1968 et 1970.

## Carrière de joueur
- JSM Béjaïa  Algérie (1962-1963) (crétium d'honneur)
- AS Angoulême  France (1963-1966) (en division 2)
- ECAC Chaumont  France (1966-1969) (division 2)[3]
- US Boulogne  France (1969-1970)
- FC Metz  France (1970-1972) (36 matches en Division 1)[4]
- Troyes AF  France (1972-1973) (division 2)
- AC Ajaccio  France (1973-1975)(division 2)
- AAJ Blois  France (1975-1980) (division 2)

## Palmarès
- International algérien de 1968 à 1970 (5 sélections, 1 but ; 1re sélection 29/12/1968 à Tunis, contre la Tunisie ; dernière sélection en 1970, à Casablanca, contre le Maroc).
- Vice-champion de France de Division 2 1973 (avec Troyes).

## Source
: document utilisé comme source pour la rédaction de cet article.
- Marc Barreaud, Dictionnaire des footballeurs étrangers du championnat professionnel français (1932-1997), L'Harmattan, 1997